# Mét trên giây bình phương
Mét trên giây bình phương là đơn vị gia tốc trong Hệ đơn vị quốc tế (SI). Là một đơn vị dẫn xuất, nó được cấu tạo từ các đơn vị cơ sở SI là chiều dài mét và thời gian giây. Kí hiệu của nó được viết dưới nhiều hình thức như m/s 2, m·s2 hoặc m s −2, hoặc ít phổ biến hơn, là m/s/s.
Khi tăng tốc, đơn vị được hiểu theo cách vật lý là thay đổi vận tốc hoặc tốc độ trên mỗi khoảng thời gian, tức là mét trên giây mỗi giây và được coi là đại lượng vectơ.

## Ví dụ
Một vật trải qua gia tốc không đổi một mét trên giây bình phương (1 m/s2) từ trạng thái nghỉ, khi nó đạt tốc độ 5 m/s sau 5 giây và 10 m/s sau 10 giây. Gia tốc trung bình có thể được tính bằng cách chia tốc độ (m/s) cho thời gian (s), do đó gia tốc trung bình trong ví dụ đầu tiên sẽ được tính {\displaystyle {\text{a}}={\frac {\Delta {\text{v}}}{\Delta {\text{t}}}}={\frac {5{\text{ m/s}}}{5{\text{ s}}}}=1{\text{ m/s/s}}=1{\text{ m/s}}^{2}}.

## Các đơn vị liên quan
Định luật thứ hai của Newton nói rằng lực bằng khối lượng nhân với gia tốc. Đơn vị của lực là newton (N) và khối lượng có đơn vị SI kilogam (kg). Một newton bằng một kilogam mỗi giây bình phương. Do đó, đơn vị mét trên giây bình phương tương đương với newton trên kilogam, N · kg1 hoặc N/kg.
Do đó, gia tốc trọng trường của Trái đất (gần mặt đất) có thể được trích dẫn là 9,8 mét mỗi giây bình phương, hoặc tương đương 9,8 N/kg.
Gia tốc có thể được đo bằng tỷ lệ so với trọng lực, chẳng hạn như lực g và gia tốc nền cực đại trong trận động đất.

## Ký tự Unicode
Biểu tượng "mét trên giây bình phương" được mã hóa bằng Unicode tại điểm mã U+33A7 ㎧ Square M over S Squared ❰ ㎨ ❱.

## Chuyển đổi
Chuyển đổi giữa các đơn vị gia tốc phổ biến10,010,032 8084
| Giá trị cơ sở | (Gal, hoặc cm/s2) | (ft/s2)  | (m / s 2) | (Trọng lực tiêu chuẩn, g0) | 1 Gal, hoặc cm/s2 | 0,001 01972 |
| 1 ft / s 2    | 30.4800           | 1        | 0,336 800 | 0,031 0810                 |                   |             |
| 1 m / s 2     | 100               | 3.280 84 | 1         | 0.101 972                  |                   |             |
| 1 g 0         | 980.665           | 32,1740  | 9.806 65  | 1                          |                   |             |